# Manuel Ugarte
Manuel Ugarte Ribeiro (* 11. dubna 2001 Montevideo) je uruguayský profesionální fotbalista, který hraje na pozici defenzivní záložníka za anglický klub Manchester United a za uruguayský národní tým.

## Klubová kariéra
Ugarte prošel akademií uruguayského Fénixu, a v roce 2016 se poprvé objevil v A-týmu. V lednu 2021 přestoupil do portugalského prvoligového klubu FC Famalicão. Po působivé půlsezóně se Ugarte upsal Sportingu, se kterým získal ve ligový pohár, než se v létě 2023 přesunul do Paris Saint-Germain.

## Reprezentační kariéra
Ugarte je bývalý mládežnický uruguayský reprezentant. V roce 2021 si odbyl svůj reprezentační debut na seniorské úrovni. V listopadu se dostal do uruguayské nominace na Mistrovství světa ve fotbale 2022, na turnaji však neodehrál ani minutu.

## Statistiky

### Klubové
K 21. květnu 2023
| Klub        | Sezóna  | Liga             | Liga   | Liga | Národní pohár | Národní pohár | Ligový pohár | Ligový pohár | Kontinentální poháry | Kontinentální poháry | Celkem | Celkem |
| Klub        | Sezóna  | Liga             | Zápasy | Góly | Zápasy        | Góly          | Zápasy       | Góly         | Zápasy               | Góly                 | Zápasy | Góly   |
| ----------- | ------- | ---------------- | ------ | ---- | ------------- | ------------- | ------------ | ------------ | -------------------- | -------------------- | ------ | ------ |
| Fénix       | 2016    | Primera División | 1      | 0    | —             | —             | —            | —            | —                    | —                    | 1      | 0      |
| Fénix       | 2017    | Primera División | 0      | 0    | —             | —             | —            | —            | —                    | —                    | 0      | 0      |
| Fénix       | 2018    | Primera División | 1      | 0    | —             | —             | —            | —            | —                    | —                    | 1      | 0      |
| Fénix       | 2019    | Primera División | 35     | 1    | —             | —             | —            | —            | —                    | —                    | 35     | 1      |
| Fénix       | 2020    | Primera División | 16     | 1    | —             | —             | —            | —            | 4                    | 0                    | 20     | 1      |
| Fénix       | Celkem  | Celkem           | 53     | 2    | 0             | 0             | 0            | 0            | 4                    | 0                    | 57     | 2      |
| Famalicão   | 2020/21 | Primeira Liga    | 20     | 1    | 0             | 0             | —            | —            | —                    | —                    | 20     | 1      |
| Famalicão   | 2021/22 | Primeira Liga    | 0      | 0    | 0             | 0             | 1            | 0            | —                    | —                    | 1      | 0      |
| Famalicão   | Celkem  | Celkem           | 20     | 1    | 0             | 0             | 1            | 0            | 0                    | 0                    | 21     | 1      |
| Sporting CP | 2021/22 | Primeira Liga    | 25     | 0    | 5             | 0             | 4            | 1            | 4                    | 0                    | 38     | 1      |
| Sporting CP | 2022/23 | Primeira Liga    | 31     | 0    | 1             | 0             | 5            | 0            | 10                   | 0                    | 47     | 0      |
| Sporting CP | Celkem  | Celkem           | 56     | 0    | 6             | 0             | 9            | 1            | 14                   | 0                    | 85     | 1      |
| Celkem      | Celkem  | Celkem           | 129    | 3    | 6             | 0             | 10           | 1            | 18                   | 0                    | 163    | 4      |

### Reprezentační
K 28. březnu 2023
| Uruguay | Uruguay | Uruguay |
| Rok     | Zápasy  | Góly    |
| ------- | ------- | ------- |
| 2021    | 1       | 0       |
| 2022    | 5       | 0       |
| 2023    | 2       | 0       |
| Celkem  | 8       | 0       |

## Ocenění

### Klubová

#### Sporting CP
- Taça da Liga: 2021/22[5]

### Individualní
- Jedenáctka sezóny Primera División: 2019[9]